# コウテイ競馬談義
『コウテイ競馬談義』（コウテイけいばだんぎ）は、2021年秋季から2022年秋季の主要中央競馬GI競走開催週にラジオNIKKEI第1放送で放送された競馬の展望トーク番組。日本中央競馬会 (JRA) 提供。
コウテイの下田真生と九条ジョーがパーソナリティを務めた番組で、彼らが毎回ゲストと競馬について談義する模様を放送。競馬初心者のリスナーでも分かりやすく楽しく聴ける内容であることをセールスポイントにしていた。進行役はラジオNIKKEIアナウンサーの山本直が務めた。

## 放送日時
いずれも日本標準時。
- 水曜 20:00 - 20:40（2021年10月27日・11月24日・12月22日）
- 木曜 19:30 - 20:00（2022年4月28日・5月19日・5月26日・6月23日）
- 金曜 19:30 - 20:00（2022年10月28日・11月18日・11月25日・12月23日）